# 天主教基爾莫爾教區
天主教基爾莫爾教區（拉丁語：Dioecesis Kilmorensis）是羅馬天主教在愛爾蘭的一個教區，屬阿馬總教區。
教區管轄卡文郡大部分地區，弗馬納郡、斯萊戈郡、利特里姆郡及米斯郡的一部分。主教座堂位於卡文。
現任教區主教為瑪定·赫斯，榮休主教為斐理伯·良·奧萊利。
教區於2007年時有56,810名教友（佔轄區總人口62,439的91%）、36個堂區、101名司鐸、10名修士和56名修女。
6世紀由聖費利姆開教。1152年正式成為教區。